# Deania calcea
Deania calcea là một loài cá nhám góc thuộc họ Centrophoridae được tìm thấy ở Thái Bình Dương xung quanh tỉnh Honshu, Nhật Bản, phía nam nước Úc, New Zealand, Chile và cũng như ở Đại Tây Dương (từ phía nam Iceland đến mũi Hảo Vọng.Deania calcea có mõm rất dài, hẹp, không có vây hậu môn, hai vây lưng dài và thấp với các gai rãnh, vây ngực hình chữ nhật nhỏ và răng giả giống như cái chĩa. Nó sống ở độ sâu từ 73 đến 1.450 m. Nó là loài noãn thai sinh có thể sinh tối đa 12 con mỗi lứa. Nó ăn cá xương và tôm.
Vào tháng 6 năm 2018, Bộ Bảo tồn New Zealand đã phân loại Deania calcea  là "Không bị đe dọa" theo Hệ thống phân loại mối đe dọa của New Zealand.
Một nghiên cứu được công bố trên Tạp chí của Hiệp hội Sinh vật Biển của Vương quốc Anh đã đánh giá chiến lược sinh sản của Deania calcea nước sâu cái. Bài báo nghiên cứu này phát hiện ra rằng có một mối quan hệ chặt chẽ tồn tại giữa mức Hg của con cái mang thai và mức Hg phôi thai của chúng, điều này cho thấy rằng có sự truyền thủy ngân từ nguồn của con mẹ. Do đó, có một chiến lược matrophoric cho Deania calcea noãn thai sinh.